# Ларунда
Ларунда (також Ларунда, Ларанда, Лара) — німфа-наяда, донька дочка річкового бога Альмо та мати Ларів, охоронців перехрестя і міста Риму. У «Фастах» Овідія її звуть Лара.

## Міф
дина відома версія міфу про Ларунду міститься в «Фастах» Овідія; вона невелика, пізня та поетична. Овідій називає її Лара, надто балакуча річкова німфа, дочка річкового бога Альмо. Нехтуючи порадою батьків стримати свій язик, вона видає таємний, перелюбний зв'язок Юпітера з німфою Ютурною, дружиною Януса, його власній дружині Юноні. Юпітер вириває у Лари язик і наказує Меркурію, психопомпу та богу кордонів і переходів, відвести її до «пекельних боліт» Авернуса, воріт у Підземний світ, похмуре царство Плутона. По дорозі, попри її благальні погляди, Меркурій її ґвалтує. Німа (лат. muta) і мовчазна (лат. tacita) Лара завагітніла від Меркурія і народила божественну пару Ларів, близнюків-охоронців перехресть і міста Риму.
Первісне ім'я Ларунди, за Овідієм, було «Лала», що наслідувало її гарну мову. Позбавлена мовлення, вона, ймовірно, ідентична Муті («Німа») і Такіті («Мовчазна») — іншим німфам, другорядним богиням або аспектам одного божества зі семантичними зв'язками з Ларами і, можливо, Лемурами як темнішими формами Ларів.

## Культ
Овідій пояснює цей міф про Лару та Меркурія в контексті фестивалю Фералій, що відзначався 21 лютого, а також із неформальним, таємним жіночим фольклорним культом на тому ж святі, що закликає Такіту («мовчазну богиню»). Обряд очолює стара відьма, яка тримає в роті сім чорних бобів; він має схожість з вигнання ворожих і блукаючих духів на фестивалі Лемурії, але завершується, коли риб'яча голова зашивається, щоб «зв'язати ворожі язики мовчанням». Лара/Ларунда також іноді пов'язується з Аккою Ларентією, чиїм святом була Ларенталія 23 грудня.